# Michio Hikitsuchi
Michio Hikitsuchi (引土 道雄) (14 juillet 1923 - 2 février 2004) est un aikidoka japonais. 

## Biographie
À l'âge de neuf ans, Hikitsuchi commence le kendo, puis plus tard le kenjutsu, le jujutsu, le bojutsu et le karaté.